# Michael Thomas (scrittore)
Michael Thomas (Boston, ...) è uno scrittore statunitense vincitore con il romanzo Man Gone Down del prestigioso International IMPAC Dublin Literary Award nel 2009.
Vive a New York dai tempi del college, quando si manteneva consegnando pizze, lavorando in ristoranti o costruzioni - successivamente ha lavorato anche come tassista.
Ha vinto l'IMPAC con il suo romanzo d'esordio, assicurandosi pertanto la traduzione in altre lingue, dato il prestigio di cui gode il premio, e ben 140.000 dollari. Prima di lui, solo il britannico Andrew Miller e il canadese Rawi Hage erano riusciti a vincere all'esordio. Il romanzo ha vinto soprattutto per l'interessamento del critico James Ryan, che ne ha lodato in particolar modo energy and warmth (energia e calore) - ha dichiarato al The Irish Times. In Finale ha pertanto avuto la meglio su La breve favolosa vita di Oscar Wao di Junot Díaz, che ha invece ricevuto il Pulitzer, e su Il fondamentalista riluttante dello scrittore pakistano Mohsin Hamid; avevano partecipato anche David Leavitt e Jean Echenoz.
Per questo è stato nominato anche per il National Library Service of Barbados, che, qualora avesse vinto, gli sarebbe stato conferito a Bridgetown dal Primo Ministro David Thompson in persona. Ha centrato in compenso un secondo obiettivo: la top ten del Times.
La storia narra di un afro-americano strappato alla sua famiglia che deve guadagnare un'ingente cifra in quattro giorni per poter tornare dai suoi cari. L'autore ha focalizzato la propria attenzione su quello che chiamavano sogno americano, raccontando una storia pungente e divertente, nonostante sfiori la tragedia allo stesso tempo.